# Göncruszka
Göncruszka is een plaats (község) en gemeente in het Hongaarse comitaat Borsod-Abaúj-Zemplén. Göncruszka telt 701 inwoners (2001).